# Кантилевер

Схематичное изображение зонда для сканирующей атомно-силовой микроскопии

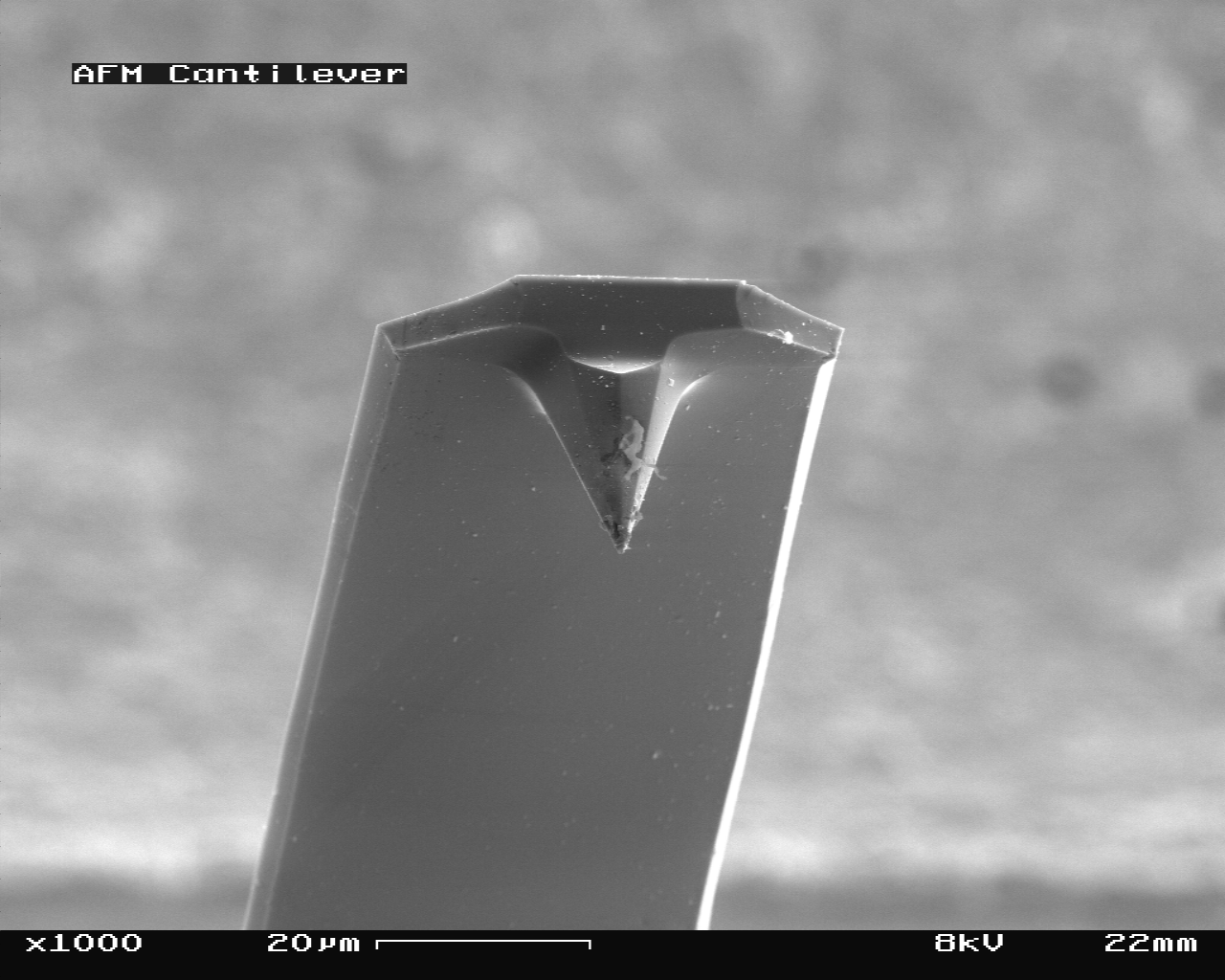
Кантилевер в сканирующем электронном микроскопе (увеличение 1000×)

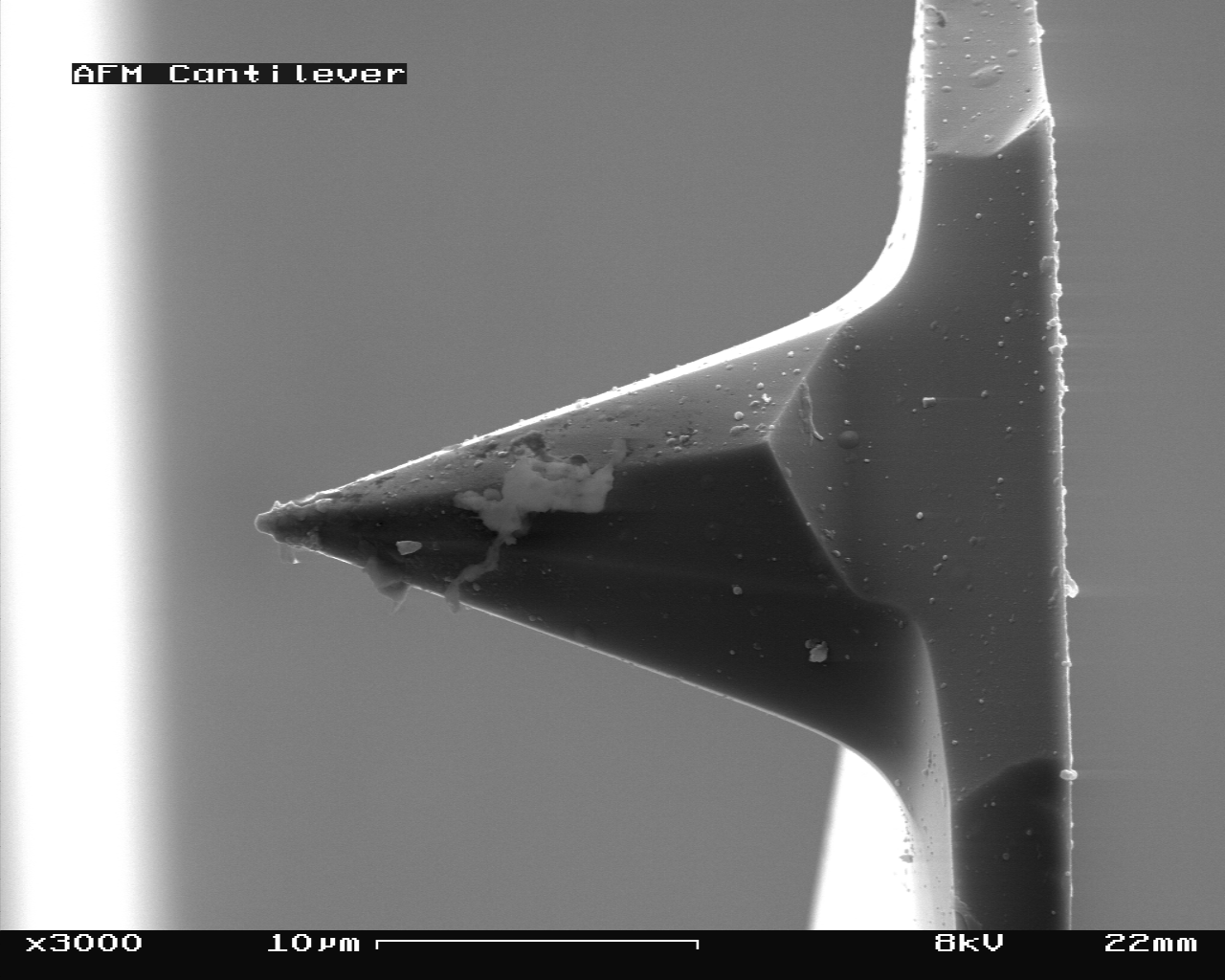
Игла кантилевера после использования (увеличение 3000×)

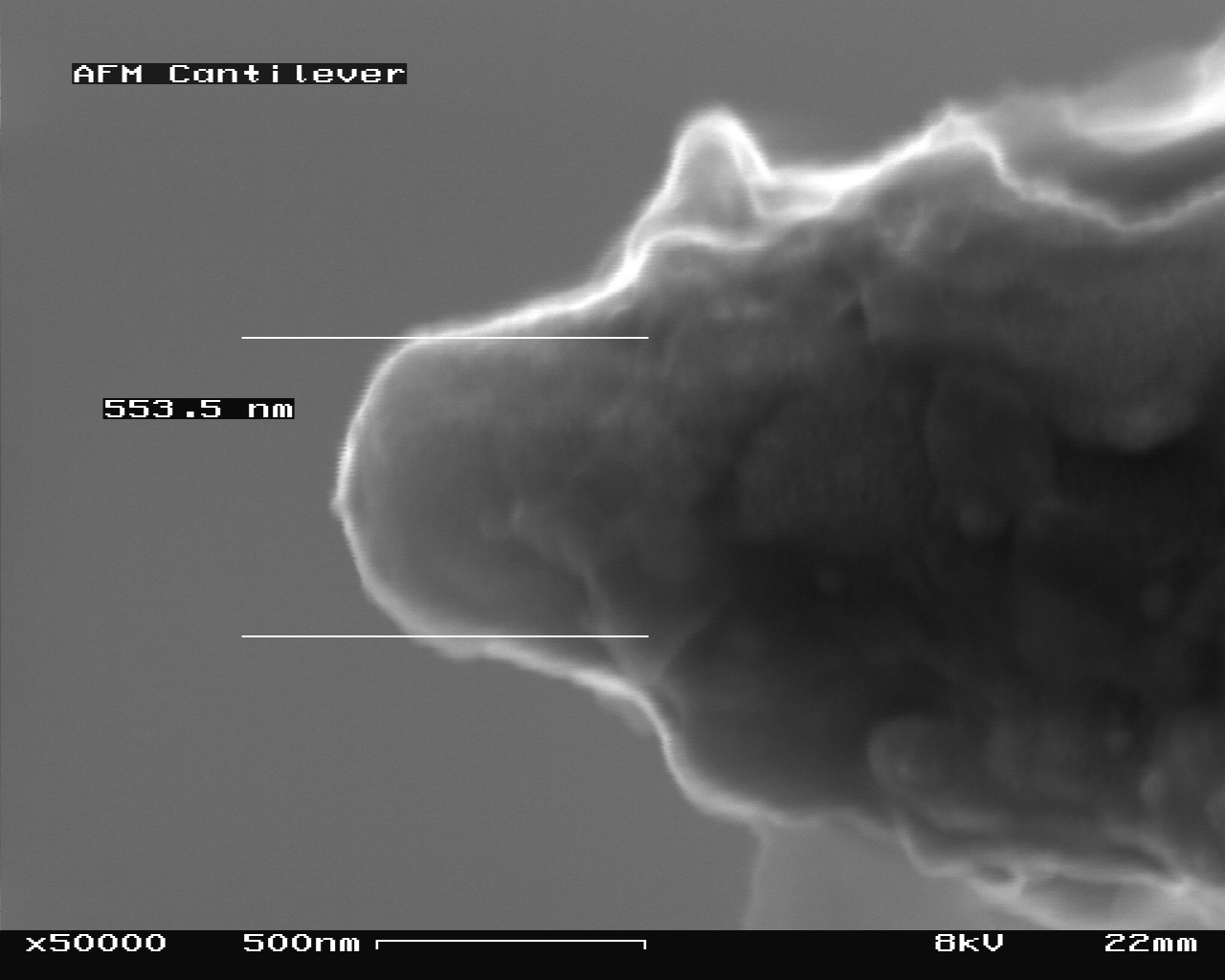
Острие иглы кантилевера после использования (увеличение 50 000×)

Кантиле́вер (англ. cantilever — кронштейн, консоль) — устоявшееся название наиболее распространенной в сканирующей атомно-силовой микроскопии конструкции микромеханического зонда.

## Устройство
Кантилевер представляет собой массивное прямоугольное основание, размерами примерно 1,5×3,5×0,5 мм, с выступающей из него балкой (собственно кантилевером), шириной порядка 0,03 мм и длиной от 0,1 до 0,5 мм. Одна из сторон балки является зеркальной (иногда для усиления отражённого лазерного сигнала на неё напыляют тонкий слой металла, например, алюминия), что позволяет использовать оптическую систему контроля изгиба кантилевера. На противоположной стороне балки на свободном конце находится игла, взаимодействующая с измеряемым образцом. Форма иглы может значительно изменяться в зависимости от способа изготовления. Радиус острия иглы промышленных кантилеверов находится в пределах 5—90 нм, лабораторных — от 1 нм.

## Принцип работы
Следующие два уравнения являются ключевыми для понимания принципа работы кантилеверов. Первое — так называемая формула Стоуни (англ. Stoney’s formula), которое связывает отклонение конца балки кантилевера δ с приложенным механическим напряжением σ:
{\displaystyle \delta ={\frac {3\sigma \left(1-\nu \right)}{E}}\left({\frac {L}{t}}\right)^{2}}
где ν — коэффициент Пуассона, {\displaystyle E} — модуль Юнга, {\displaystyle L} — длина балки, и {\displaystyle t} — толщина балки кантилевера. Отклонение балки регистрируется чувствительными оптическими и емкостными датчиками.
Второе уравнение устанавливает зависимость коэффициента упругости кантилевера {\displaystyle k} от его размеров и свойств материала:
{\displaystyle k={\frac {F}{\delta }}={\frac {Ewt^{3}}{4L^{3}}}}
где {\displaystyle F} — приложенная сила, и {\displaystyle w} — ширина кантилевера. Коэффициент упругости связан с резонансной частотой кантилевера {\displaystyle \omega _{0}} по закону гармонического осциллятора:
{\displaystyle \omega _{0}={\sqrt {k/m}}}.
Изменение силы, приложенной к кантилеверу, может привести с сдвигу резонансной частоты. Сдвиг частоты может быть измерен с большой точностью по принципу гетеродина.
Одной из важных проблем при практическом использовании кантилевера является проблема квадратичной и кубической зависимости свойств кантилевера от его размеров. Эти нелинейные зависимости означают, что кантилеверы довольно чувствительны к изменению параметров процесса. Контроль остаточной деформации также может представлять сложность.